# Giro del Delfinato 1991
Il Giro del Delfinato 1991, quarantatreesima edizione della corsa, si svolse dal 3 al 10 giugno su un percorso di 1102 km ripartiti in 8 tappe, con partenza da Chamonix e arrivo ad Aix-les-Bains. Fu vinto dal colombiano Luis Herrera della Postobon-Manzana-Ryalcao davanti allo spagnolo Laudelino Cubino e allo svizzero Tony Rominger.

## Tappe
| Tappa  | Data      | Percorso                                          | km    | Vincitore di tappa   | Leader cl. generale |
| ------ | --------- | ------------------------------------------------- | ----- | -------------------- | ------------------- |
| 1ª     | 3 giugno  | Chamonix > Chamonix (cron. individuale)           | 10    | Thierry Marie        | Thierry Marie       |
| 2ª     | 4 giugno  | Chamonix > Cluses                                 | 153   | John Talen           | Thierry Marie       |
| 3ª     | 5 giugno  | Cluses > Vienne                                   | 222   | Jean-Paul van Poppel | Thierry Marie       |
| 4ª     | 6 giugno  | Annonay > Vals-les-Bains                          | 184   | Henri Abadie         | Pascal Lino         |
| 5ª     | 7 giugno  | Privas > Orange                                   | 186,5 | Sean Yates           | Pascal Lino         |
| 6ª     | 8 giugno  | Crest > Villard-de-Lans                           | 155   | Luis Herrera         | Tony Rominger       |
| 7ª     | 9 giugno  | Villard-de-Lans > Aix-les-Bains                   | 158   | Laudelino Cubino     | Luis Herrera        |
| 8ª     | 10 giugno | Aix-les-Bains > Aix-les-Bains (cron. individuale) | 33    | Tony Rominger        | Luis Herrera        |
| Totale | Totale    | Totale                                            | 1102  |                      |                     |

## Dettagli delle tappe

### 1ª tappa
- 3 giugno: Chamonix > Chamonix (cron. individuale) – 10 km

| Pos. | Corridore     | Squadra   | Tempo  |
| ---- | ------------- | --------- | ------ |
| 1    | Thierry Marie | Castorama | 12'32" |
| 2    | Tony Rominger | Toshiba   | a 18"  |
| 3    | Pascal Simon  | Castorama | a 27"  |

| Pos. | Corridore     | Squadra   | Tempo  |
| ---- | ------------- | --------- | ------ |
| 1    | Thierry Marie | Castorama | 12'32" |
| 2    | Tony Rominger | Toshiba   | a 18"  |
| 3    | Pascal Simon  | Castorama | a 27"  |

### 2ª tappa
- 4 giugno: Chamonix > Cluses – 153 km

| Pos. | Corridore        | Squadra   | Tempo    |
| ---- | ---------------- | --------- | -------- |
| 1    | John Talen       | PDM       | 3h39'21" |
| 2    | Vjačeslav Ekimov | Panasonic | s.t.     |
| 3    | Patrice Esnault  | Amaya     | a 1"     |

| Pos. | Corridore        | Squadra   | Tempo    |
| ---- | ---------------- | --------- | -------- |
| 1    | Thierry Marie    | Castorama | 3h51'54" |
| 2    | Tony Rominger    | Toshiba   | a 18"    |
| 3    | Vjačeslav Ekimov | Panasonic | a 26"    |

### 3ª tappa
- 5 giugno: Cluses > Vienne – 222 km

| Pos. | Corridore            | Squadra | Tempo    |
| ---- | -------------------- | ------- | -------- |
| 1    | Jean-Paul van Poppel | PDM     | 5h41'27" |
| 2    | Laurent Jalabert     | Toshiba | s.t.     |
| 3    | Johan Museeuw        | Lotto   | s.t.     |

| Pos. | Corridore     | Squadra   | Tempo    |
| ---- | ------------- | --------- | -------- |
| 1    | Thierry Marie | Castorama | 9h33'21" |
| 2    | Tony Rominger | Toshiba   | a 18"    |
| 3    | Johan Museeuw | Lotto     | a 23"    |

### 4ª tappa
- 6 giugno: Annonay > Vals-les-Bains – 184 km

| Pos. | Corridore     | Squadra   | Tempo    |
| ---- | ------------- | --------- | -------- |
| 1    | Henri Abadie  | Toshiba   | 4h41'20" |
| 2    | Yvon Ledanois | Castorama | s.t.     |
| 3    | Pascal Lino   | R.M.O.    | a 1"     |

| Pos. | Corridore           | Squadra   | Tempo     |
| ---- | ------------------- | --------- | --------- |
| 1    | Pascal Lino         | R.M.O.    | 14h15'19" |
| 2    | Yvon Ledanois       | Castorama | a 5"      |
| 3    | Thierry Bourguignon | Toshiba   | a 18"     |

### 5ª tappa
- 7 giugno: Privas > Orange – 186,5 km

| Pos. | Corridore          | Squadra   | Tempo    |
| ---- | ------------------ | --------- | -------- |
| 1    | Sean Yates         | Motorola  | 4h31'01" |
| 2    | Frédéric Moncassin | Castorama | a 2"     |
| 3    | Vjačeslav Ekimov   | Panasonic | s.t.     |

| Pos. | Corridore           | Squadra   | Tempo     |
| ---- | ------------------- | --------- | --------- |
| 1    | Pascal Lino         | R.M.O.    | 18h46'22" |
| 2    | Yvon Ledanois       | Castorama | a 5"      |
| 3    | Thierry Bourguignon | Toshiba   | a 18"     |

### 6ª tappa
- 8 giugno: Crest > Villard-de-Lans – 155 km

| Pos. | Corridore        | Squadra  | Tempo    |
| ---- | ---------------- | -------- | -------- |
| 1    | Luis Herrera     | Postobon | 4h42'10" |
| 2    | Tony Rominger    | Toshiba  | a 4"     |
| 3    | Laudelino Cubino | Amaya    | a 9"     |

| Pos. | Corridore        | Squadra  | Tempo     |
| ---- | ---------------- | -------- | --------- |
| 1    | Tony Rominger    | Toshiba  | 23h29'36" |
| 2    | Luis Herrera     | Postobon | a 14"     |
| 3    | Laudelino Cubino | Amaya    | a 59"     |

### 7ª tappa
- 9 giugno: Villard-de-Lans > Aix-les-Bains – 158 km

| Pos. | Corridore        | Squadra   | Tempo    |
| ---- | ---------------- | --------- | -------- |
| 1    | Laudelino Cubino | Amaya     | 4h21'04" |
| 2    | Luis Herrera     | Postobon  | s.t.     |
| 3    | Luc Leblanc      | Castorama | a 2'22"  |

| Pos. | Corridore        | Squadra  | Tempo     |
| ---- | ---------------- | -------- | --------- |
| 1    | Luis Herrera     | Postobon | 27h50'24" |
| 2    | Laudelino Cubino | Amaya    | a 45"     |
| 3    | Tony Rominger    | Toshiba  | a 2'08"   |

### 8ª tappa
- 10 giugno: Aix-les-Bains > Aix-les-Bains (cron. individuale) – 33 km

| Pos. | Corridore        | Squadra   | Tempo  |
| ---- | ---------------- | --------- | ------ |
| 1    | Tony Rominger    | Toshiba   | 46'55" |
| 2    | Vjačeslav Ekimov | Panasonic | a 34"  |
| 3    | Luis Herrera     | Postobon  | a 50"  |

| Pos. | Corridore        | Squadra  | Tempo     |
| ---- | ---------------- | -------- | --------- |
| 1    | Luis Herrera     | Postobon | 28h38'09" |
| 2    | Laudelino Cubino | Amaya    | a 46"     |
| 3    | Tony Rominger    | Toshiba  | a 1'18"   |

## Classifiche finali

### Classifica generale
| Pos. | Corridore                 | Squadra                  | Tempo     |
| ---- | ------------------------- | ------------------------ | --------- |
| 1    | Luis Herrera              | Postobon-Manzana-Ryalcao | 28h38'09" |
| 2    | Laudelino Cubino          | Amaya Seguros            | a 46"     |
| 3    | Tony Rominger             | Toshiba                  | a 1'18"   |
| 4    | Robert Millar             | Z-Peugeot                | a 4'20"   |
| 5    | Oliverio Rincon Quintana  | Kelme                    | a 4'50"   |
| 6    | Eddy Bouwmans             | Panasonic-Sportlife      | a 5'17"   |
| 7    | Andrew Hampsten           | Motorola                 | a 5'24"   |
| 8    | Luc Leblanc               | Castorama-Raleigh        | a 5'35"   |
| 9    | Jose Martin Farfan Pulido | Kelme                    | a 6'13"   |
| 10   | Alvaro Mejia Castrillon   | Postobon-Manzana-Ryalcao | a 7'52"   |